# 鳥津
鳥津（とりづ、とりず）は、愛媛県西宇和郡伊方町にある集落。佐田岬半島のほぼ中央に位置し、2005年に合併する以前の旧・伊方町域に属する。江戸時代末期（1861年（文久元年） - 1867年（慶応3年））に開拓された漁業集落である。 

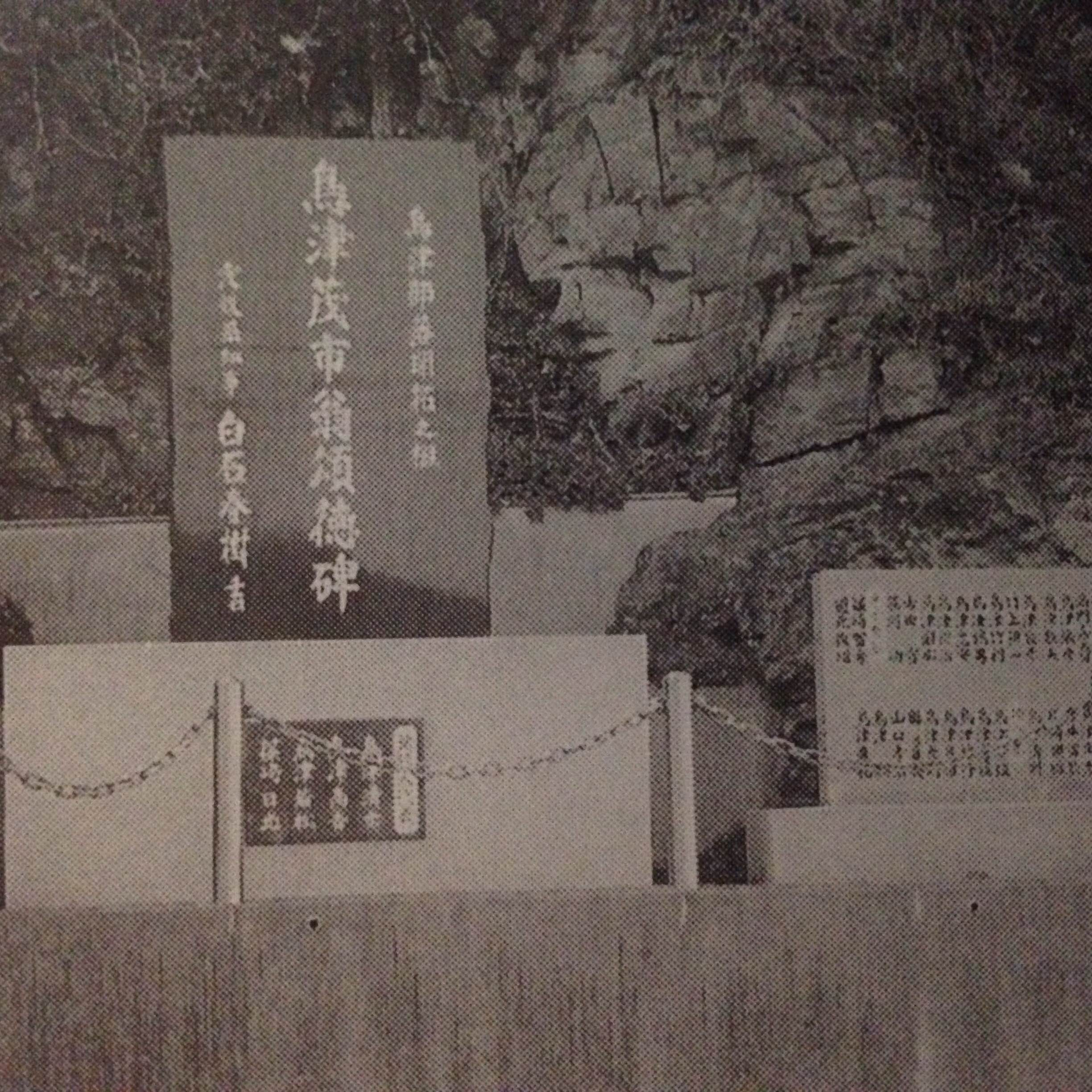
鳥津茂市翁頌徳碑

## 地理
佐田岬半島のほぼ中部の伊予灘側に面した集落であり、山脚が海に迫り平地に乏しいという特徴がある。宇和海側と比べ日照時間が短い上に、冬の季節風と夏の台風時の嵐が激しく、柑橘園の防風林の育成さえ困難という土地柄のために柑橘化が進まず、零細漁業を営む集落として発展してきた経緯がある。

## 歴史
二見浦の鳥居茂市が、文久元年に鳥津地区に訪れた際、あまりの魚の多さに驚き、試しに蚊帳を網代わりにして曳いたことにヒントを得て、イワシの大網漁を思いついた。私財を投じて波止の築造に取り掛かり、慶応2年にこれが完成。8回にも及ぶ築造の末にようやく波止が完成し、それ以後、鳥津地区はイワシ漁の根拠地となった。二見浦から通う生活を続けていたものの、慶応3年に転居を決意し、他の人々も追々これに従ったため新たな集落が形成された。

### 開拓時期
鳥津は安政2年二見浦の人鳥津茂市氏住居せるにはじまることは文書又は古老の傳へる所である。

### 網代
宇和島藩庁の郡奉行御浦方役所で作成された"安政三年浦々鰯網前網代科改帳"によれば、名義人が茂市の網代は2つある。
　　〈時期〉　 　　　　〈場所〉       　　　　 〈種類〉　　　〈名義人〉
■ 慶応2年9月　 本浦（二見本浦の略）　 鰯新網代壱帖 　茂市
■ 慶応4年4月　 上波（上場、伊予灘側） 魬網壱帖　　　 茂一（"一"は原文のままであるが、"市"の間違いである。）

## 地名の由来
「鳥津」という地名の由来については、記録が残されてないため正確なことは不明であるが、宇和島藩庁の郡奉行御浦方役所で作成された"安政三年浦々鰯網前網代科改帳"によれば、「但安政三年九月曳出附出　上波 大鳥津　安政三年九月亀三郎前網代 相渡置の所の振替願出堂の前 前網代相渡此網代葉網代相成」とある。"網代は海の小字である"といわれているように、網代名がそのまま地名になった例もあるため、「大鳥津網代」から鳥津という地名が命名されたのではないか。

## 愛媛県以外で使われている地域
鳥津という地名は愛媛県以外に福岡県（福岡市博多区）及び香川県（現・坂出市坂出町）に存在していたことが分かっている。

### 博多（旧国名:筑前）
博田・博太・博多田とも書く。また，石城府・冷泉津・鳥津などの異称をもつ。中国の史書では覇家台・花旭塔・八角島などとも表記される。

### 中央町
坂出市坂出町の一部（通称明神町・文明町の各一部および北海岸町など）。明治中期頃坂出市内を東西に横断する道のほか、海岸に沿っても並行して東西に通る道ができた。東から鳥津、海岸町、明神町である。
その他
室町時代中期に活躍した禅僧・歌人である万里集九が書き記した「梅花無尽蔵注釈」には、以下のような記述がある。
「諱は厳超、字は然そう。迺ち、石城の人なり。其の境に鳥津有り。十里の松有り。是を捨てて東遊し、士峯を看、學くわうをたづね、且、又、芳を洞上の宗師に尋ぬ。留止すること、凡そ一十有三霧。相陽の太守、雁釣閣下の幕府に往来す。今、西省の日に及んで、閣下、余を督し、陽くわんの新曲を作ら令めて云ふ。（石城とは即ち博多なり。鳥津は又、冷泉津がうす。）」
通釈「本名を厳超、字を然そうと云うが、この方は博多の人である。その地には鳥津（とりのつ）という所があり、また「十里の松」もある。こうした名勝の地を棄てて、関東に遊学し、富士を眺め、学校を尋ね、また曹洞宗の高層の下に法を学び、およそ十三年間、止まった。そして相模の国守で上杉定正閣下の本拠に往来していた。今、西の故郷に帰るにあたり、上杉閣下は私に命じて、新しく送別の詩を作らせた次第である。（石城というのは、博多のことである。鳥津は、また冷泉の津とも云ふ。）」

## 伊予灘側の集落
伊方町の伊予灘側の集落は、江戸時代末期に宇和海側集落からの移住者によって作られた集落が多く、親村と子村の関係にある。九町越の東隣の伊方越漁港は小規模な漁港で、兼業の釣りや採藻、刺し網などの漁家である。東隣の鳥津・大成は現在、宇和海側集落と町見漁業協同組合を構成している。鳥津は海岸のわずかな磯浜に続く必従谷斜面に立地する集落である。

## 漁業方法の推移
鳥津漁港が開拓されてからは、宇和島藩が推奨していたイワシ網が中心であったが、現在では刺し網・小型底びき網が中心である。

## 記念碑
鳥津開拓120年に当たる昭和60年6月、鳥津開拓の先駆者として、その遺徳をしのび頌徳碑（鳥津部落開拓之祖 鳥津茂市翁頌徳碑）が建てられた。